# Середньодніпровська культура

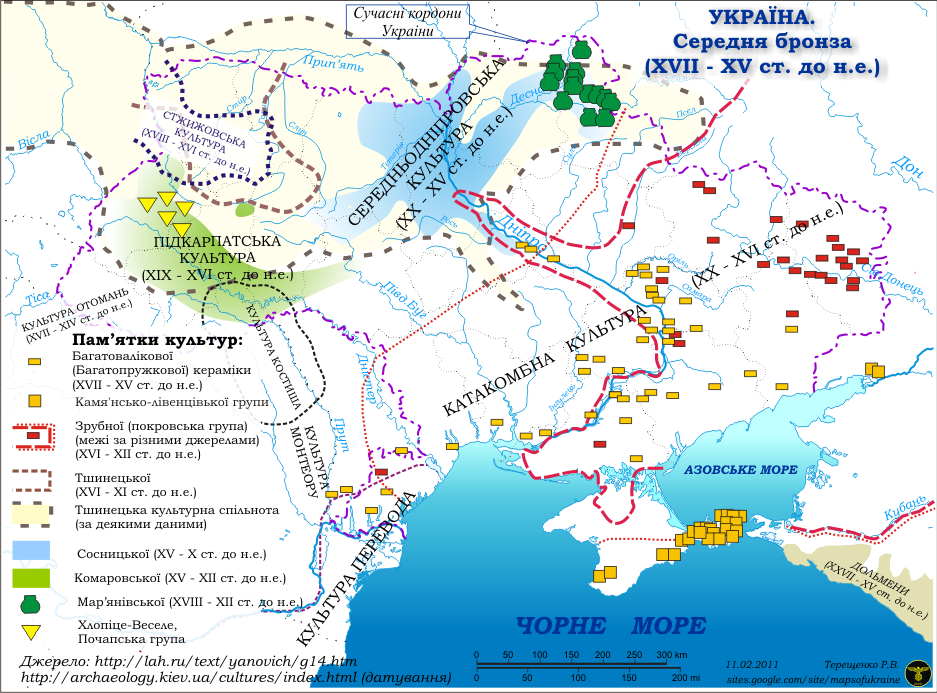

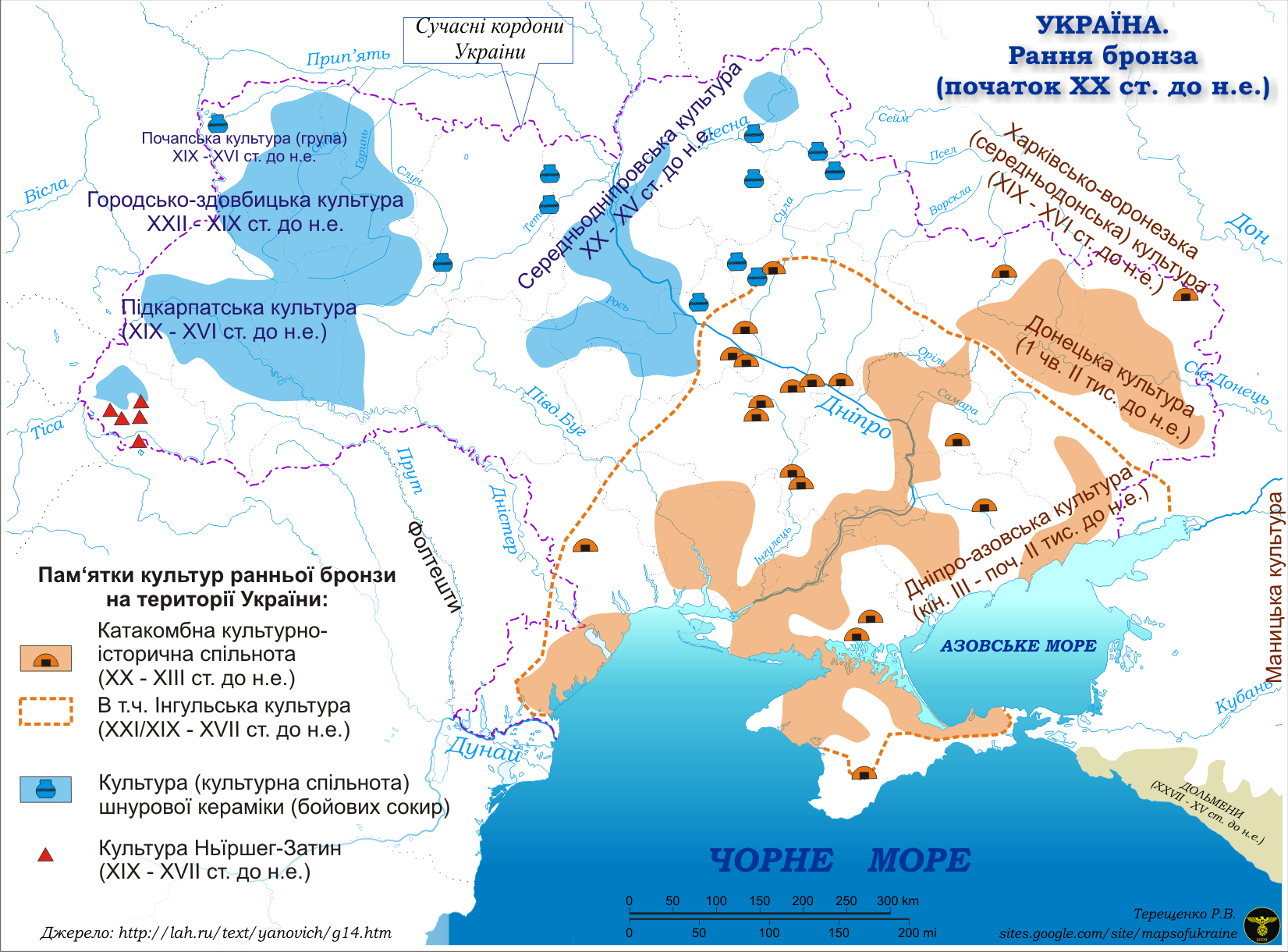

Середньодніпро́вська культу́ра — археологічна культура бронзової доби.
Датується радіовуглецевим методом 3200—2300 рр до н. е. Була поширена на території сточища середньої і верхньої течії Дніпра і Десни. Вважається, що її носіями були прибулі з заходу ранні племена культури шнурової кераміки. Виділена В. Городцовим на початку 20 сторіччя.
Головними знахідками середньодніпровської культури є
- просвердлені кам'яні сокири
- різноманітна кераміка, виготовлена з глини з домішкою дрібнозернистого піску, здебільшого з відбитками шнура.
- на місцях поселень та в могильниках знайдено кам'яні зернотертки та долота,
- вістря до стріл та прикраси, виконані з кременю і бронзи. Останні свідчать про зв'язки племен шнурової кераміки з племенами Північного Кавказу, Карпато-Дунайського басейну та Балтійського регіону.

Житла племен Середньодніпровської культури — наземні хати.
Племена середньодніпровської культури займалися хліборобством, скотарством (між знахідками — кістки рогатої худоби, свиней і коней) і мисливством.

## Розподіл
Як вказує назва, вона була зосереджена в середній течії Дніпра і є одночасною з останньою фазою, а потім спадкоємицею індоєвропейської ямної культури , а також останньої фази трипільської культури .
Географічно середньодніпровська культура стоїть безпосередньо за територією, яку займає культура кулястих амфор (південно-східна), і, починаючись трохи пізніше і триваючи трохи довше, в іншому вона їй одночасна.
Фатьяново -баланівська культура , у свою чергу, вважається східним продовженням середньодніпровської культури.

## Пам'ятки середньодніпровської культури
Найкраще досліджені в Україні місця поселень Середньодніпровської культури — Ісковщина біля Канева, а також Пекарі та Княжа Гора.

### Пам'ятки раннього етапу
Долинка, Новоселки, Мокіївка, Гамарня, Яблунівка, Деренковець, Іванівка, Беркозівка, Зеленки, Липовець, Бурти, Кагарлик, Забара, Грищенці, Шандра, Городище.

### Пам'ятки середнього етапу
- у Черкаській області: Трахтемирів, Канів-1, Канів-2, Канів-3, Канів-4, Канів-5, Гамарня
- у Київській області: Кийлів, Новоукраїнка, Вишенки, Софіївка (частина села Проців), Підвисоке, Красне, Черняхів, Стрітівка, Стасева, Гороховатка, Софіївка, Красний Хутір, Євминка,
- у Чернігівській області: Борзна, Золотинки,
- у Сумській області: Волинцеве, Річки, Мис Очкинський.

### Пам'ятки пізнього етапу
Домантове, Пекарі, Канів, Трахтемирів, Зарубинці, Козинці, Бортничи, Селище-5, Старосілля, Завалівка, Євминка, Погорелівка, Мар'янівка, Новоселки, Коритне, Шуляки, Дубрівка, Мокіївка, Медвин, Хирівка, Деренковець, Будківка, Нетеребки, Іванівка, Ємчиха, Зеленки, Гамарня, Гамарня-Яблунівка, Потік, Моства.